# Medizinische Universität Breslau

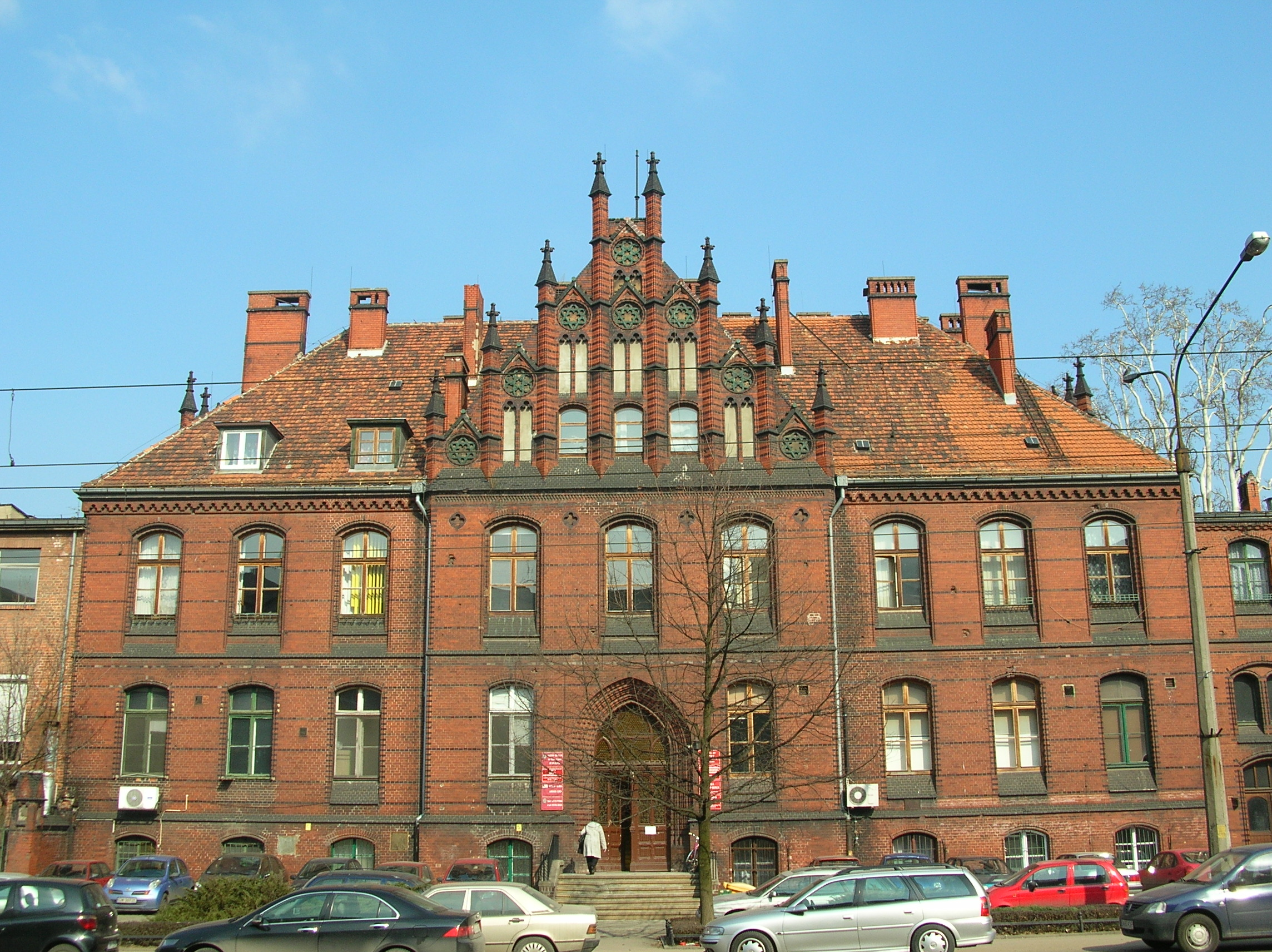
Chirurgie der Medizinischen Universität Breslau

Die Schlesische Piasten-Medizinische Universität Breslau (polnisch: Uniwersytet Medyczny im. Piastów Śląskich we Wrocławiu) ist eine 1945 gegründete Medizinische Hochschule in der polnischen Stadt Breslau, mit heute insgesamt 5 Fakultäten. Rektor der Universität ist Piotr Ponikowski (2021).
Seit 2003 können auf der Universität auf Englisch Medizin und Zahnmedizin studiert werden.